# غلاوخاو
غلاوخاو (بالألمانية: Glauchau) هي بلدة ألمانية و Grosse Kreisstadt تقع في ألمانيا في ساكسونيا.  يقدر عدد سكانها بـ 25,760 نسمة .

## المدن التوأمة
مدينة إزرلون هي مدينة توأمة لـغلاوخاو.

## معرض صور

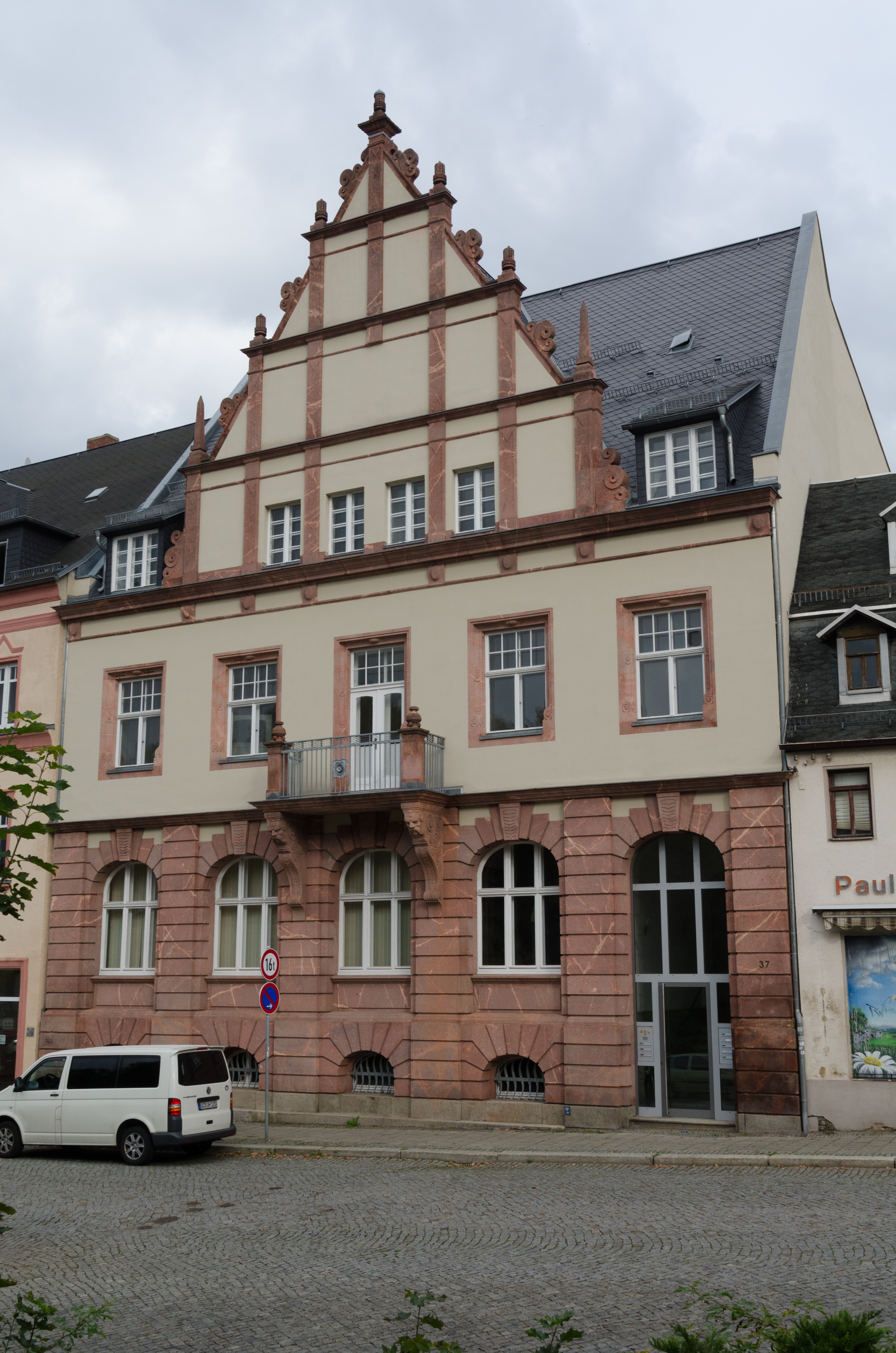
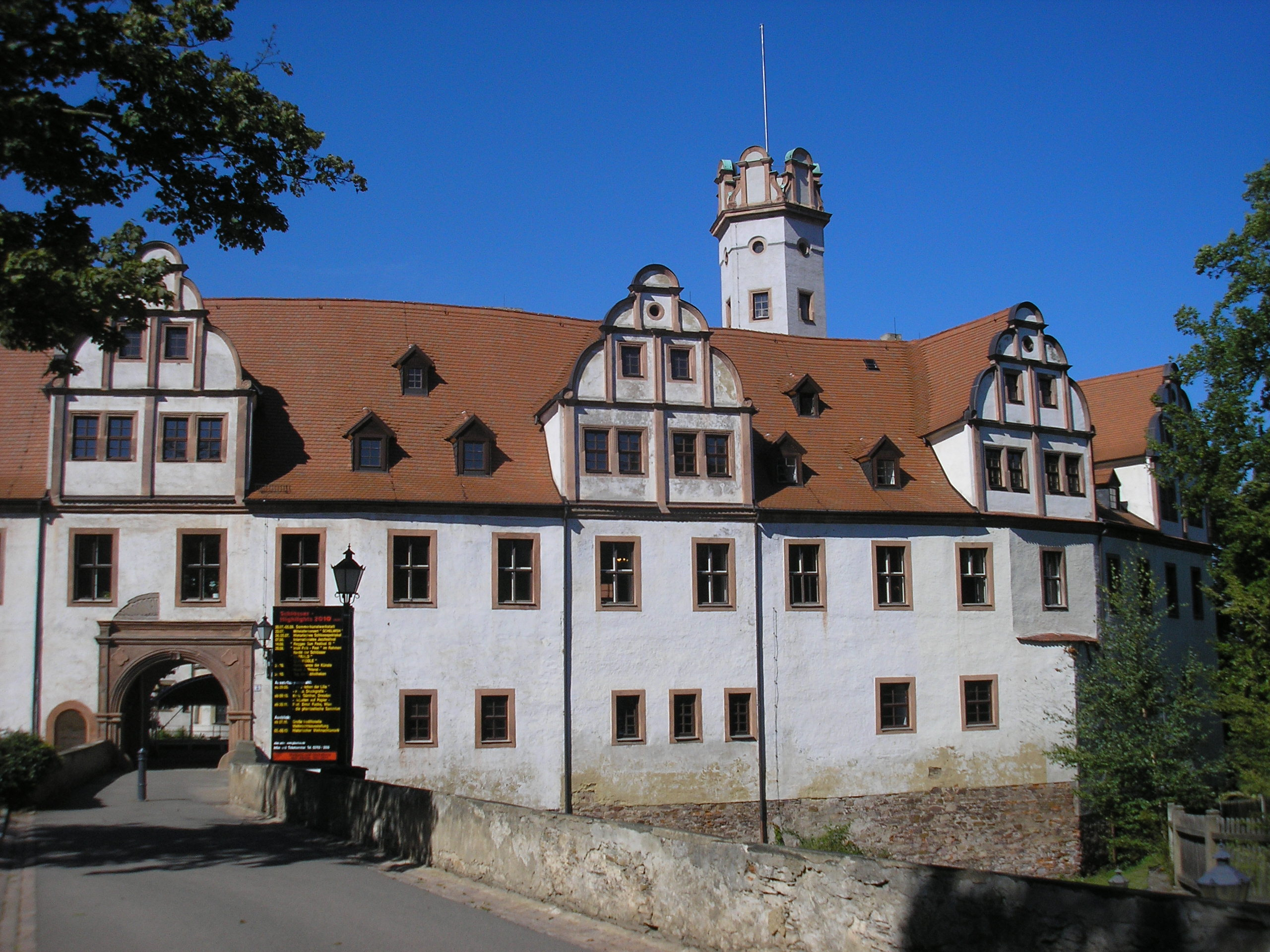
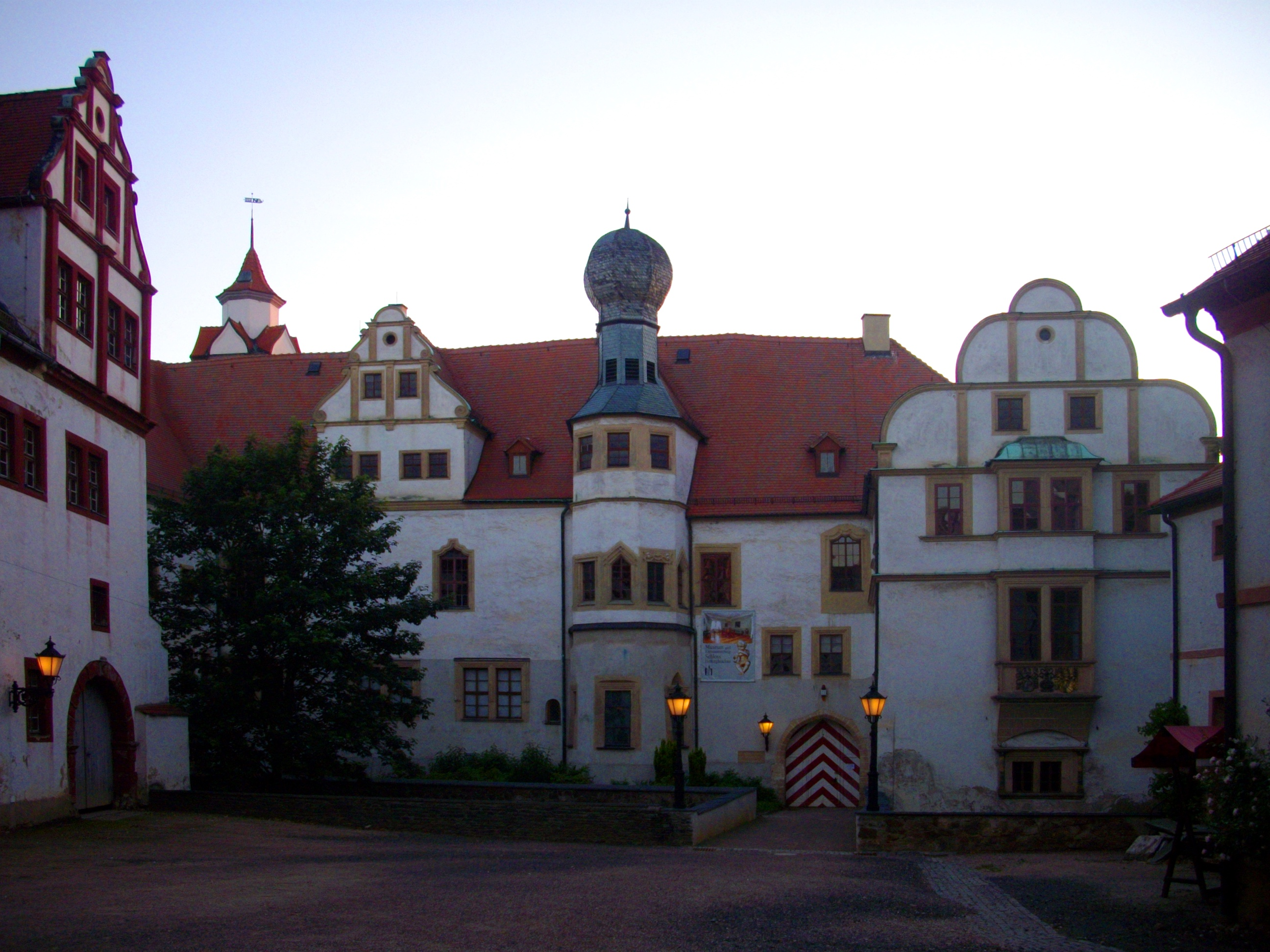
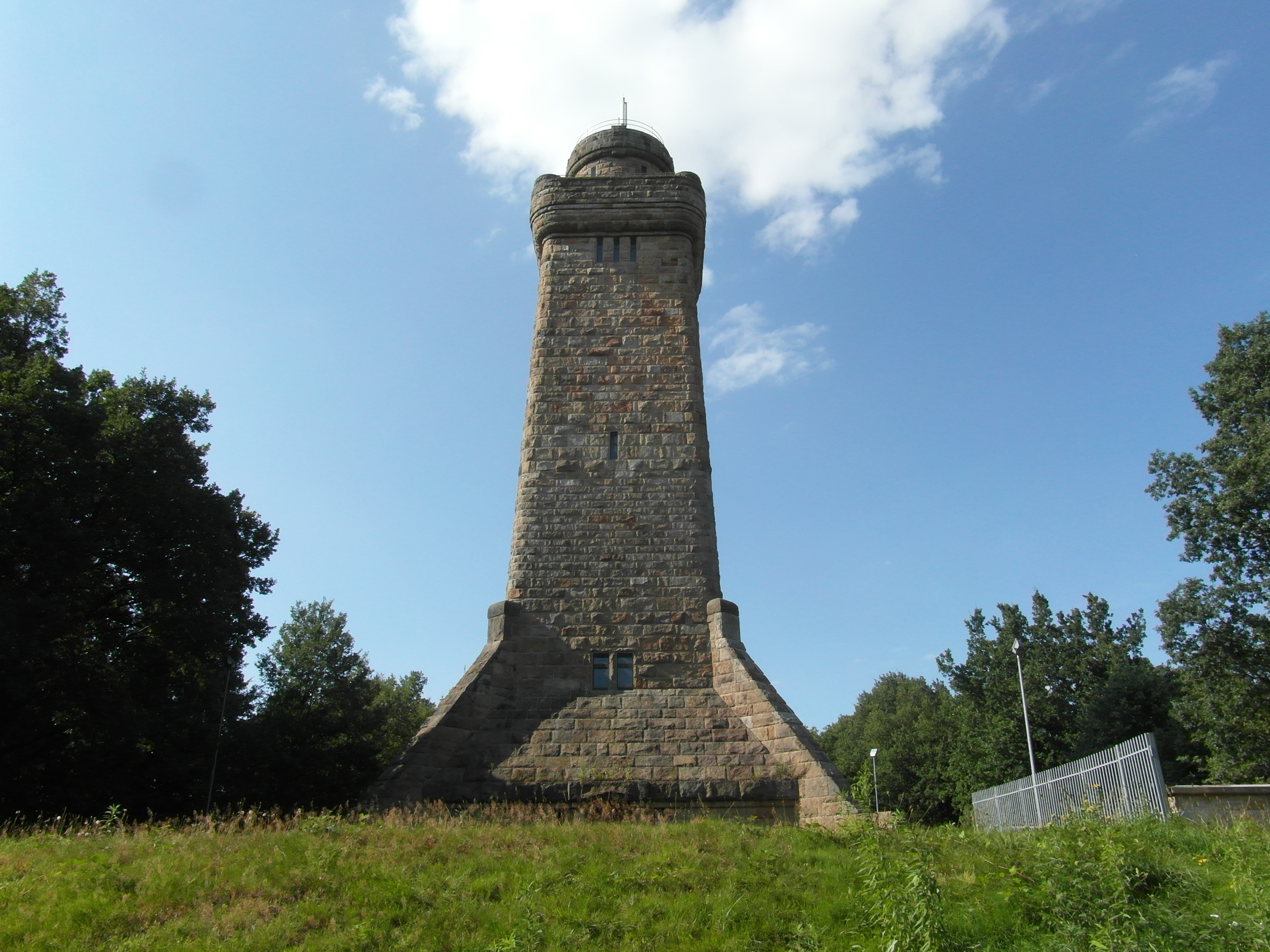

## أعلام
- كريستيان صموئيل بارث
- جورجيوس أغريكولا
- بيترمن
- تورستن ماي
- هيرمان رودولف